# Шри Чинмой
Шри Чинмой Кумар Гош е индуистки мистик. Крайъгълен камък в неговата философия е идеята за себенадминаването – вроденият импулс на всяко човешко същество за интелектуална, творческа и духовна еволюция. Шри Чинмой вярва, че дългите бягания са път към трансценденталното. Също така, твърди, че е написал 13 000 песни, 1120 книги, направил е 5 милиона рисунки на птици, носещи послания за мир, и на 69-годишна възраст е повдигнал 700 паунда (317,5 кг).
Най-малкото от седемте деца на Йогамая и Шаши Кумар Гош. След смъртта на двамата си родители през 1943 г. 12-годишният Чинмой постъпва в ашрама на Шри Ауробиндо, общност, близо до Пондичери, Южна Индия и там прекарва следващите 20 години, като практикува версия на интегрална йога, включваща медитация, литературно творчество, физически упражнения и работа за общността, като част от търсенето на себе си, на освобождение и единство с всевишния дух. През 1964 г. приема покана от свои американски спонсори, и се преселва в Ню Йорк. Отначало работи в индийското консулство и издава списание за мистика.
През 1996 г. неговата организация поставя плоча на Статуята на Свободата, като призив за световен мир, с който призив Шри Чинмой става известен в начинанията си от световен мащаб, като спортните маратони „Peace Run“. След критически публикации в медиите и неодобрение да се слагат каквито и да било призиви на Статуята на Свободата , плочата е премахната.